# Tatami iwashi

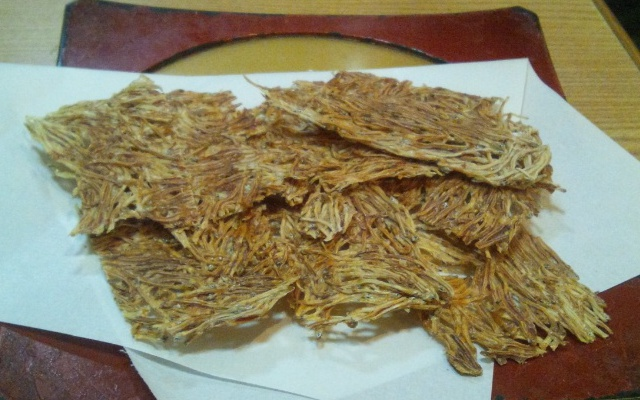
Tatami iwashi

Tatami iwashi (Japans: たたみいわし of 畳鰯) is een Japanse sakana, een zoutig bijgerecht vervaardigd uit zongedroogd jongbroed (zeer jonge vis) van vis zoals ansjovissen, maar traditioneel wordt het vervaardigd uit heel jonge sardines. De tatami iwashi wordt traditioneel geserveerd bij sake of eender welke vorm van alcohol. Tatami iwashi wordt gevormd in rechthoekige platen, de vorm doet denken aan tatamimatten en dat is waar de naam vandaan komt. De tatami iwashi wordt voordat het wordt geserveerd licht gegrild en daarna besprenkeld met een beetje sojasaus. Deze lekkernij wordt frequent geserveerd in izakaya en yatai.

## Vervaardiging
De tatami iwashi wordt gemaakt door het jongbroed gelijkmatig uit te gieten over een gaas dat is strakgetrokken op een frame. Het jongbroed is gemiddeld tussen 1 en 2 cm lang. Voor elke plaat wordt één frame gebruikt. Daarna worden de frames met daarop de vis te drogen gelegd in de zon of in een droogkast.

## Geschiedenis
Tatami iwashi werd voor het eerst vervaardigd in de Edoperiode (1603-1868) maar werd pas echt populair na de Meijiperiode (1868-1912) in de Taishoperiode (1912-1926). Voor de industrialisatie werd de tatami iwashi gedroogd in een frame vervaardigd uit bamboe en leek het productieproces veel op dat in een papiermolen. De tatami iwashi werd te drogen gelegd in de zon, net zoals ook werd gedaan met nieuwe tatamimatten vervaardigd uit pitrusgras, hieraan is naar verluidt mede de naam ontleend.